# Ľudovít Baďura
Ľudovít Baďura (12. prosince 1951 Staškov – 31. října 2006 Trenčín) byl slovenský fotbalový útočník. Po skončení aktivní kariéry působil jako trenér.

## Fotbalová kariéra
V československé lize hrál za Spartak Trnava. Nastoupil ve 164 ligových utkáních a dal 19 gólů. V Poháru vítězů pohárů nastoupil ve 2 utkáních. Vítěz Československého poháru 1974/75.

## Ligová bilance
| Ročník                                     | Zápasy | Góly | Minuty | Klub                   |
| ------------------------------------------ | ------ | ---- | ------ | ---------------------- |
| 2. československá fotbalová liga 1973/1974 | -      | -    | -      | ZVL Kysucké Nové Mesto |
| 1. československá fotbalová liga 1974/1975 | 25     | 1    | 1704   | Spartak Trnava         |
| 1. československá fotbalová liga 1975/1976 | 29     | 5    | 2451   | Spartak Trnava         |
| 1. československá fotbalová liga 1976/1977 | 27     | 2    | 1847   | Spartak Trnava         |
| 1. československá fotbalová liga 1977/1978 | 26     | 4    | 2123   | Spartak Trnava         |
| 1. československá fotbalová liga 1978/1979 | 23     | 4    | 1581   | Spartak Trnava         |
| 1. československá fotbalová liga 1979/1980 | 23     | 1    | 1567   | Spartak Trnava         |
| 1. československá fotbalová liga 1980/1981 | 13     | 2    | 832    | Spartak Trnava         |
| CELKEM 1. liga                             | 166    | 19   | 12105  |                        |

## Trenérská kariéra
Po skončení aktivní kariéry působil jako trenér Spartaku Dubnica, trenér extraligového futsalového klubu ŠK Makroteam Žilina a trenér týmu malého futbalu ŠK Program Dubnica nad Váhom. Vedl také vysokoškolský výběr Slovenska ve futsalu na Akademickém mistrovství světa ve Finsku.